# Alice canta Battiato
Alice canta Battiato è una compilation di Alice del 1997 contenente diverse cover di Franco Battiato o brani composti dal cantautore per lei o assieme a lei.
Nel periodo tra il 2020 e il 2022, Alice ha portato in giro per l'Italia un tour tributo intitolato 'Alice canta Battiato', durante il quale ha reinterpretato i brani di Battiato dal vivo. Il tour, che ha visto Alice accompagnata al pianoforte da Carlo Guaitoli, ha incluso in alcune date anche l'accompagnamento di un'orchestra sinfonica, sempre diretta da Guaitoli.

## Tracce
Testi Franco Battiato, tranne dove indicato. Musiche Battiato-Pio.
1. Chan-son Egocentrique (Messina-Tranonti-Battiato)
2. Summer on a Solitary Beach (Battiato-Pio)
3. Prospettiva Nevski (Battiato-Pio)
4. Gli uccelli (Battiato-Pio)
5. I treni di Tozeur (Cosentino-Battiato-Pio)
6. Mal d'Africa (Battiato)
7. Un'altra vita (Battiato-Pio)
8. Il vento caldo dell'estate (Alice-Messina-Battiato-Pio)
9. Per Elisa (Alice-Battiato-Pio)
10. Il re del mondo (Battiato-Pio)
11. Segnali di vita (Battiato-Pio)
12. Una notte speciale (Alice-Battiato-Pio)
13. Le aquile (Battiato-Pio)
14. Guerriglia urbana (Alice-Battiato-Pio)
15. Luna indiana (Battiato-Pio)
16. Momenti d'ozio (Battiato-Pio)